# Amaliáda
Amaliáda är en kommunhuvudort i Grekland.   Den ligger i prefekturen Nomós Ileías och regionen Västra Grekland, i den södra delen av landet, 210 km väster om huvudstaden Aten. Amaliáda ligger 55 meter över havet och antalet invånare är 19 579.
Terrängen runt Amaliáda är platt åt nordväst, men åt sydost är den kuperad. Terrängen runt Amaliáda sluttar västerut. Runt Amaliáda är det ganska tätbefolkat, med 93 invånare per kvadratkilometer. Närmaste större samhälle är Pýrgos, 16,0 km sydost om Amaliáda. == Kommentarer ==
1. ↑  Framräknat ur höjduppgifter (DEM 3") från Viewfinder Panoramas.[2] Mer om algoritmen finns här: Användare:Lsjbot/Algoritmer.
2. ↑  Framräknat ur variansen i alla höjduppgifter (DEM 3") från Viewfinder Panoramas, inom 10 km radie.[2] Mer om algoritmen finns här: Användare:Lsjbot/Algoritmer.